# Кіровська сільська рада (Кваркенський район)
Кі́ровська сільська рада (рос. Кировский сельский совет) — сільське поселення у складі Кваркенського району Оренбурзької області Росії.
Адміністративний центр — селище Кіровськ.

## Населення
Населення — 960 осіб (2019; 1157 в 2010, 1456 у 2002).

## Склад
До складу сільської ради входять:
| Населений пункт      | Населення, осіб (2002) | Населення, осіб (2010) |
| -------------------- | ---------------------- | ---------------------- |
| Асбестний, селище    | 71                     | 2                      |
| Кіровськ, селище     | 1096                   | 963                    |
| Лісна Поляна, селище | 202                    | 137                    |
| Солончанка, селище   | 87                     | 55                     |